# Symbian
Symbian fue un sistema operativo propiedad de Nokia, y que en el pasado fue producto de la alianza de varias empresas de telefonía móvil, entre las que se encontraban Nokia, Sony Mobile Communications, Psion, Samsung, Siemens, Arima, Benq, Fujitsu, Lenovo, LG, Motorola, Mitsubishi Electric, Panasonic, Sharp, etc. Sus orígenes provenían de su antepasado EPOC32, utilizado en PDA's y Handhelds de PSION. Estuvo vigente entre 1997 y el 2013.
El objetivo del Symbian era crear un sistema operativo para terminales móviles que pudiera competir con el de Palm y posteriormente Android de Google, iOS de Apple, BlackBerry OS de Blackberry.

## Historia
En 2003 Motorola vendió el 13% de su participación a Nokia, lo cual hizo que se quedara con el 32,2% de la compañía. Más tarde, sin embargo, después de no tener el éxito esperado con sus terminales "Linux-Like", volvió al mundo del Symbian comprándole el 50% a Sony Mobile Communications.[cita requerida]  El 24 de junio de 2008, Nokia decidió comprar Symbian, adquiriendo el 52% restante de las acciones de la compañía, tras un acuerdo con el resto de socios. El objetivo era establecer la Fundación Symbian y convertir este sistema operativo en una plataforma abierta. Entre 2009 y 2010 Nokia decide transferir el soporte y desarrollo del sistema operativo Symbian a la consultora Accenture, terminando la operación a finales de septiembre de 2011 una vez terminado el desarrollo de la nueva versión Symbian Belle, convirtiéndose en la última versión de Symbian en la que Nokia participó de forma exclusiva. En octubre de 2011 se confirma de forma oficial que Symbian tendrá soporte hasta 2016, al no poder seguir soportándolo por no ser un competidor para la nueva versión de teléfonos inteligentes con sistemas operativos de última generación como Android, iOS o Windows Phone.

## Alcance

### Nokia

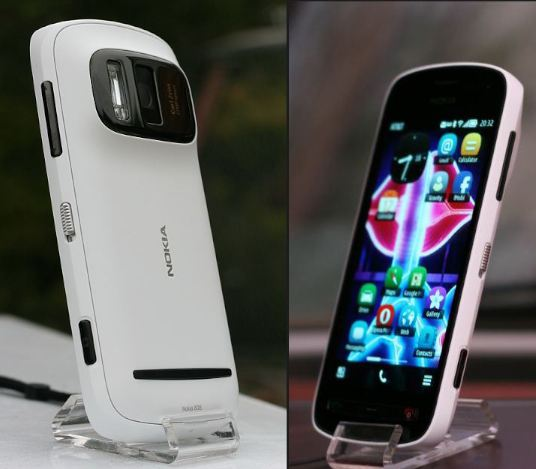
Nokia 808 PureView, último teléfono con Symbian

La mayoría de los móviles con Symbian eran de esta compañía: Los dispositivos táctiles N97, 5233, 5530, 5230, 5800, X6 (estos con Symbian S60 5th Edition) y los más recientes N8, C7, C6-01, E7, E6 y X7, Oro, 500, 603, 700, 701, 808 con la versión Symbian^3 o superior, todos son actualizables a versiones como Symbian Anna y Symbian Belle y por último Nokia Belle, es decir, Nokia usaba este sistema operativo en sus celulares más que las otras compañías.
En 2011, tras el acuerdo con Microsoft, Nokia anunció que centraría su apoyo y esfuerzos en Windows Phone, dejando de lado a Symbian.
En diciembre de 2011, Nokia sustituye la denominación Symbian por Nokia Belle hacia el público como parte de sus planes de unificación de marcas. Sin embargo, el sistema operativo Symbian sigue llamándose como tal ya que internamente y de cara a los desarrolladores sigue denominándose Symbian.
En enero de 2013, Nokia anunció que el Nokia 808 PureView era el último modelo de la compañía con este sistema operativo, y por tanto, el último teléfono con Symbian.
En 2014, Microsoft se hizo cargo de Symbian proporcionando soporte técnico hasta fines de diciembre de 2015. La empresa disolvió la tienda Nokia pasando a manos de Opera Mobile Store en 2015 y sus servicios habituales (Correo, Diccionario o Actualizaciones Del Sistema) fueron interrumpidos.

### Otros fabricantes
Symbian estuvo implementado en dispositivos de otros fabricantes, antes de pasar a ser un sistema exclusivo de Nokia:
- Siemens:
  - Siemens SX1
- Panasonic:
  - Panasonic X700
  - Panasonic X800
- Samsung:
  - Samsung SGH-D728
  - Samsung SGH-i408
  - Samsung SGH-i458
  - Samsung SGH-i550
  - Samsung i8910 Omnia HD
- LG:
  - LG KS10
  - LG KT610
  - LG KT615
- Sony Mobile Communications:
  - Sony Ericsson Satio
  - Sony Ericsson Txt Pro
  - Sony Ericsson Vivaz
  - Sony Ericsson Vivaz Pro
- Sendo:
  - Sendo X
  - Sendo X2
- Lenovo:
  - Lenovo P930

### Otras interfaces basadas en el Symbian
También existieron otras o plataformas basadas en Symbian:
- UIQ: Sony Mobile Communications, Motorola, BenQ y Arima, han usado UIQ, una interfaz de usuario basada en Symbian y desarrollada por UIQ Technology. Algunos teléfonos con UIQ son: Sony Ericsson: M600i, P800, P802, P900, P910, P990, P1i, W950, W960i, G900; Motorola: RIZR Z8, RIZR Z10; Nokia: 6708, 6120, 6120i.
- FOMA: Usada por algunos móviles 3G de NTT-Docomo.

## Historial de versiones
Aquí se muestra su principal rama de evolución partiendo desde EPOC32, otros fabricantes han creado otras interfaces basadas en Symbian como UIQ y FOMA.
| Versión de Symbian | Nombre de versión                       | Año de lanzamiento                                                         | Descripción |
| ------------------ | --------------------------------------- | -------------------------------------------------------------------------- | --- |
| EPOC32 1.0 > 5.1   | EPOC32                                  | 1997 con el handled Psion Series 5                                         | La primera versión de EPOC32, Release 1 apareció en el Psion Series 5 en 1997. Más tarde, aparece ROM v1.1 Release 3 (el Release 2 nunca fue lanzado al mercado.) Estos fueron seguidos por el Psion Series 5mx, Revo más / Revo, Psion Series 7 / netBook y netPad (que todos los destacados de publicación 5). A EPOC32 se le conoció como EPOC simplemente, a partir de la versión 6 la denominación de EPOC cambió a Symbian (como se muestra más adelante). A pesar de la similitud de los nombres, EPOC32 y EPOC16 eran sistemas operativos totalmente diferentes, EPOC32 está escrito en C++. |
| Symbian OS 6.0     | Symbian OS                              | 2001 con el Nokia 9210 Communicator                                        | Primera versión de Symbian destinada a teléfonos móviles, añadió soporte para Bluetooth. |
| Symbian OS 6.1     | Symbian S60                             | 2002 con el Nokia 7650                                                     | |
| Symbian OS 6.1     | Symbian S60, Feature Pack 1             | 2002 con el Nokia 3650                                                     | |
| Symbian OS 7.0     | Symbian S60 2nd Edition                 | 2003 con el Nokia 6600                                                     | |
| Symbian OS 7.0     | Symbian S60 2nd Edition, Feature Pack 1 | 2004 con el Nokia 3230                                                     | |
| Symbian OS 8.0     | Symbian S60 2nd Edition, Feature Pack 2 | 2004 con el Nokia 6630                                                     | |
| Symbian OS 8.1     | Symbian S60 2nd Edition, Feature Pack 3 | 2005 con el Nokia N70                                                      | |
| Symbian OS 9.1     | Symbian S60 3rd Edition                 | 2006 con el Nokia 3250                                                     | Soporte para nuevos teléfonos con pantalla a todo color y nuevas aplicaciones que no son binariamentes compatibles con Symbian S60 2nd Edition. |
| Symbian OS 9.2     | Symbian S60 3rd Edition, Feature Pack 1 | 2007 con el Nokia 5700 XpressMusic                                         | |
| Symbian OS 9.3     | Symbian S60 3rd Edition, Feature Pack 2 | 2008 con el Nokia 5320 XpressMusic                                         | Se ha optimizado el software para ganar rendimiento como parte de la introducción a nuevos efectos y transiciones. La opciones de personalización también presentan novedades, se podrá crear una secuencia de fondos de pantalla que cambiará automáticamente o asociar cada llamada con una imagen que aparecerá a pantalla completa para facilitar la identificación de la llamada. Otro de los aspectos mejorados es la usabilidad, como el acceso a las aplicaciones que se están ejecutando al mismo tiempo en el dispositivo. |
| Symbian OS 9.4     | Symbian S60 5th Edition                 | 2008 con el Nokia 5800 XpressMusic                                         | Nueva versión de Symbian que incluye soporte para teléfonos completamente táctiles, fue una adaptación de Symbian S60 3rd que dio bastantes problemas de estabilidad y fueron necesarias varias actualizaciones que en algunos casos nunca solucionaron los problemas, como es el caso del Nokia 5800 XpressMusic que llegó a recibir más de 8 actualizaciones con el fin de mejorar su estabilidad. |
| Symbian OS 9.5     | Symbian^3                               | 2010 con el Nokia N8                                                       | Se considera la nueva generación del sistema operativo Symbian. Usada en los teléfonos inteligentes de nueva generación de Nokia, como el N8, C7, C6-01, y E7. Entre sus nuevas características destacadas están: - Soporte para gráficos acelerados con la aceleración de hardware en 2D y 3D. - Soporte para HDMI. - Entrada USB (USB On The Go). - Hasta 3 pantallas de inicio personalizables con widgets. - Mejoras estéticas notables gracias a la aceleración de gráficos y muchas mejoras generales en estabilidad, entre ellas la consistencia. |
| Symbian OS 9.5     | Symbian Anna                            | 2011 con el Nokia X7 y el Nokia E6 y en forma de actualización             | Actualización de Symbian^3 con: - Nuevos iconos. - Soporte básico para NFC. - Una nueva versión del navegador. - Mejoras en el rendimiento general, de la batería y en la pantalla de inicio. El sistema venía instalado de fábrica en una versión casi final en los Nokia X7 y E6. |
| Symbian OS 10.1    | Nokia Belle                             | 7 de febrero de 2012 en forma de actualización                             | Nokia cambió la nomenclatura hacia el público de Symbian Belle a Nokia Belle, sin embargo internamente y de cara a los desarrolladores el sistema operativo todavía se denomina en realidad Symbian. Esta versión viene instalada por defecto en los nuevos Nokia 603, 700 y 701, y también estaría disponibles para los teléfonos que funcionan con Symbian^3 y Symbian Anna. Nokia Belle es una actualización mayor de Symbian OS: 10.1. Entre sus mejoras están: - Mejoras en la estabilidad y el consumo y la gestión de memoria RAM del sistema operativo. - Nueva interfaz gráfica de usuario con un nuevo menú, widgets totalmente nuevos y de diferentes tamaños. - Nueva barra de navegación. - Menú de notificaciones deslizable. - Nueva barra de notificaciones entre otras que deja más espacio para las aplicaciones. Esta versión fue lanzada para todos los terminales compatibles el 7 de febrero de 2012 menos el Nokia 500 que tuvo un retraso por carecer de hardware de gráficos con aceleración, para el Nokia 500 se lanzó el 15 de febrero del mismo año. |
| Symbian OS 10.?.   | Nokia Belle, Feature Pack 1             | 14 de abril de 2012 en forma de actualización y con el Nokia 808 PureView. | Nokia Belle, Feature Pack 1 fue vista inicialmente en el Nokia 808 PureView en el Mobile World Congress 2012 de Barcelona. Es una actualización menor que contiene cambios como: - Navegador HTML5 mejorado. - Compatibilidad para Dolby Surround. - Nuevos widgets. - Aplicaciones Microsoft ya incluidas en el sistema, entre las que se incluyen Word, Excel y PowerPoint. - El límite soportado por el sistema para el procesador aumentará su velocidad de 1 GHz a 1.3 GHz. - Mejoras en la interfaz de multitarea. - Nueva versión de Nokia Maps preinstalada. Se distribuye en forma de actualización solo para Teléfonos inteligentes con Nokia Belle de origen (como el Nokia 701, Nokia 603 etc.) |
| Symbian OS 10.?.   | Nokia Belle Refresh                     | 29 de agosto de 2012 en forma de actualización.                            | Nokia Belle Refresh es una actualización menor de Nokia Belle para los primeros dispositivos de la generación Symbian^3. - Nueva versión del navegador (8.3) que ya venía incluida en Nokia Belle, Feature Pack 1. - Muchos nuevos widgets que también se incluyeron desde el principio en Nokia Belle, Feature Pack 1. - Aplicaciones Microsoft ya incluidas en el sistema, entre las que se incluyen Word, Excel y PowerPoint. - Nueva versión de Nokia Maps (3.09) preinstalada. - Nuevas aplicaciones multimedia exclusivas para el Nokia N8. - Nueva versión del reproductor de música integrado. |
| Symbian OS 10.?.   | Nokia Belle, Feature Pack 2             | 11 de octubre de 2012 en forma de actualización.                           | Nokia Belle, Feature Pack 2, al igual que Nokia Belle, Feature Pack 1 es una actualización que solo está disponible para los últimos terminales Symbian de Nokia (Nokia 808 PureView, Nokia 603, Nokia 700, Nokia 701). - Nueva pantalla de desbloqueo inspirada en el Nokia N9 con Meego. - Introducción a un nuevo teclado con texto predictivo. - Mejoras en el navegador nativo y en su motor de JavaScript. - Mejoras en multimedia, tanto en la galería como en la cámara del Nokia 808 PureView. El final: Cabe destacar que esta sería la última versión de Symbian con nuevas características que saldrá al mercado según Nokia. A partir de esta actualización se considera terminado el trabajo de desarrollo en la plataforma y los usuarios solo recibirán actualizaciones de seguridad o que corrigen fallos. El sistema operativo Symbian OS, cesa su desarrollo. El 12 de junio de 2013 Financial Times da a conocer que ese mismo verano Nokia dejará de vender dispositivos Symbian.                                                                            |